# Aurora (teleregény)
Az Aurora egy 2010 és 2011 között készült amerikai telenovella a Telemundótól. Főszereplői: Sara Maldonado, Eugenio Siller, Jorge Luis Pila, Lisette Morelos és Aylín Mújica. A főcímdalt Eugenio Siller adja elő, melynek címe: Aurora. A sorozat 2010. november 1-jén kezdődött el az Telemundo csatornán. Magyarországon még nem került adásba.

## Történet
|  | Alább a cselekmény részletei következnek! |

A sorozat Aurora Ponce de León életéről szól, akit 20 évvel ezelőtt lefagyasztottak, mivel betegségére akkor még nem létezett gyógyszer. 20 évvel később édesapja, a híres orvos visszahozza az élők sorába. Aurora egy új világban találja magát: szerelme, Lorenzo a legjobb barátnőjét, Nataliát vette feleségül; lányát, Blancát, a szülei saját saját gyermekükként nevelték; Lorenzo fia, Martín, aki orvosként dolgozik a klinikán első pillantásra beleszeret Aurorába.
|  | Itt a vége a cselekmény részletezésének! |

## Szereplők

### Főszereplők
| Színész(nő)              | Szerep                                                  | Megjegyzés                                                                                                  |
| ------------------------ | ------------------------------------------------------- | --- |
| Sara Maldonado           | Aurora Ponce De León 'Aurora Álvarez de Toledo          | Gustavo és Inés lánya, Blanca édesanyja                                                                     |
| Eugenio Siller           | Martín Lobos / Lorenzo Lobos (fiatal) / Sebastián Lobos | Orvos, énekes, táncos. Lorenzo „fia”, valójában Sebastián és Verónica fia                                   |
| Jorge Luis Pila          | Lorenzo Lobos                                           | Táncos, Natalia férje. Martín „édesapja”, Nina és César nevelőapja, Blanca édesapja, Sebastián ikertestvére |
| Lisette Morelos          | Blanca Ponce De León                                    | Aurora és Lorenzo lánya, Gustavo és Inés unokája                                                            |
| Aylín Mújica             | Vanessa Miller                                          | Színésznő, Eduraro felesége, Vicky édesanyja, Catalina lánya, korábban Aurora és Natalia barátnője          |
| Pablo Azar               | César Lobos 'Julio César de la Vega'                    | Natalia és Lorenzo fogadott fia                                                                             |
| Braulio Castillo         | Dr. Gustavo Ponce De León                               | Orvos, Aurora édesapja                                                                                      |
| Ismael La Rosa           | Federico Álvarez de Toledo                              | Aurora exvőlegénye                                                                                          |
| Sandra Destenave         | Natalia Suárez                                          | Lorenzo felesége, Nina édesanyja, Martín és César nevelőanyja, korábban Aurora és Vanessa barátnője         |
| Karen Sentíes            | Inés Ponce De León                                      | Aurora édesanyja                                                                                            |
| Melvin Cabrera           | Ernesto Podesta                                         | Lorenzo legjobb barátja, Nina édesapja                                                                      |
| Vanessa Pose             | Victoria "Vicky" Hotton / Vanessa Miller (fiatal)       | Eduardo és Vanessa lánya, Blanca legjobb barátnője                                                          |
| Tali Duclaud             | Nina Lobos / Natalia Suárez (fiatal)                    | Natalia és Ernesto lánya                                                                                    |
| Mónica Franco            | Dr. Elizabeth Oviedo                                    | Orvos, Gustavo 2. felesége, César édesanyja                                                                 |
| Rubén Morales            | Roque                                                   | Sofőr, Aurora bizalmasa                                                                                     |
| Miguel Augusto Rodríguez | Dr. Williams                                            | Orvos |
| Carla Rodríguez          | Dr. Liliana Rosales                                     | Orvos |
| Zully Montero            | Catalina Pérez-Quintana                                 | Vanessa édesanyja, Francisco özvegye, Christian keresztanyja                                                |
| Angélica María           | Pasion Urquijo                                          | Aurora keresztanyja, Christian édesanyja                                                                    |
| David Chocarro           | Christian Santana                                       | Állatorvos, Pasion és Ignacio fia, Catalina keresztfia                                                      |
| Sonya Smith              | Ángela Amenabar                                         | Ügyvéd, Clara testvére                                                                                      |
| Carolina Tejera          | Clara Amenabar                                          | Pszichológus, Ángela testvére                                                                               |
| Juan Pablo Llano         | Ramiro                                                  | Ángela asszisztense                                                                                         |

### Vendég- és mellékszereplők
| Színész(nő)              | Szerep                        | Megjegyzés                                                |
| ------------------------ | ----------------------------- | --------------------------------------------------------- |
| Adela Romero             | Rosario                       | Pasión házvezetőnője                                      |
| Adriana Oliveros         | Lucía                         | TV műsorvezető                                            |
| Alejandro Antonio        | Félix Vargas Espinoza         | Ügyész, Ángela exférje                                    |
| Ana Carolina Grajales    | Charlotte                     | Táncos                                                    |
| Andrea Escobar           | Julia Castillo                |                                                           |
| Anthony Correa           |                               | Orvos                                                     |
| Carlos Alberto           | Anselmo Rodríguez             | Emberrabló                                                |
| Carlos Anzalotta         |                               | Emberrabló, César bűntársa                                |
| Carlos Cuervo            | Eduardo Hotton                | Vicky édesapja, Vanessa férje                             |
| Carlos Farach            | Esteban Aguilar               | Emberrabló                                                |
| Carlos Garin             | Diego Fuentes                 | César és Sergio édesapja                                  |
| Catalina Mesa            | Teté                          | Táncos                                                    |
| Claudia Caicedo          | Claudia                       | Ügyvéd-asszisztens                                        |
| Cyril Serrao             |                               | Orvos                                                     |
| Dennis Mencia            |                               | Emberrabló, César bűntársa                                |
| Eduardo Caprile          | Chris                         |                                                           |
| Elizabeth Baron          | Gabriela "Gaby"               |                                                           |
| Emily Alvarado           | Aurora Ponce de León (fiatal) | Inés and Gustavo lánya                                    |
| Ernesto Tapia            | Emilio Gobo                   |                                                           |
| Esmeralda Toubia         |                               | A Cryonic recepciósa                                      |
| Esteban Villareal        | Estefano                      |                                                           |
| Fernando Cermeño Sánchez | Gastón                        | Nőgyógyász                                                |
| Fidel Pérez Michel       | Francisco Pérez               | Bűnöző, Catalina férje, Saverio testvére                  |
| Gladys Yañez             | Margarita Oviedo              | Elizabeth édesanyja                                       |
| Guadalupe Hernández      |                               | Bűnöző, Francisconak dolgozik                             |
| Héctor Fuentes           | Dr. Parker                    | Orvos, Paula édesapja                                     |
| Henry Zakka              | Ignacio Miller                | Catalina 1. férje, Christian édesapja, Vanessa nevelőapja |
| Humberto Rossenfield     |                               | Riporter                                                  |
| Isaniel Rojas            | Beto                          | Pilar fia, Daniela testvére                               |
| Jalymar Salomon          | Alicia                        | Natalia barátnője                                         |
| Jessica Cerezo           | Paula Parker                  | FBI-ügynök, Dr. Parker lánya                              |
| Jenny Marie Marrero      |                               | Táncos                                                    |
| Jorge Consejo            | Gabriel                       | Clara exbarátja, Ángela asszisztense                      |
| Jorge Luis Portales      |                               | Rendőr                                                    |
| Jossie Taulbee           |                               |                                                           |
| Juan Carlos Baena        | Saverio Pérez                 | Francisco testvére, Ingrid édesapja                       |
| Juan Cepero              | Anibal López García           | Ügyvéd                                                    |
| Julio Torresoto          |                               | Orvos                                                     |
| Kevin Aponte             | Palito                        | Lorenzo barátja a börtönben                               |
| Kimary Carrero           | Ingrid Pérez                  | Saverio lánya                                             |
| Leslie Stewart           | Verónica LaSalle              | Martín édesanyja                                          |
| Luis Arturo Ruíz         |                               | Orvos                                                     |
| Manny Hernández          | Luis Zarate                   |                                                           |
| María José Gatica        |                               | Mercedes és Joaquín unokája                               |
| Marco Figueroa           | Pablo                         | Félix asszisztense                                        |
| Markel Berto             | Sergio Fuentes 'El Mono'      | Diego fia, César testvére                                 |
| Martha Velazco           |                               |                                                           |
| Michelle Vargas          | Daniela                       | Pilar lánya, Beto testvére, Tommy dadája                  |
| Mirella Grisales         | Dr. Sabina Lujan              | Ügyvéd                                                    |
| Natalia Baretto          | Anabela Rios                  |                                                           |
| Nelson Steegers          | Piter                         | Fotós                                                     |
| Nicolas Terán            | Joaquín Geller                | Mercedes férje                                            |
| Daniel Duarte            |                               |                                                           |
| Omar Santana             | Carenio                       | Natalia testőre                                           |
| Osvaldo Strongoli        |                               | Pap                                                       |
| Patricio Doren           | Rafael Hernández              |                                                           |
| Pedro Telemaco           | Tomas Vallejo                 | Tommy édesapja                                            |
| Rafael de la Fuente      |                               |                                                           |
| Ramón Morell             |                               | Orvos                                                     |
| Raúl Arrieta             |                               | Tanár                                                     |
| Reinaldo Cruz            | Dr. Gabriel Jiménez           | Pszichológus                                              |
| Roberto Huicochea        |                               | Orvos                                                     |
| Rosalinda Rodríguez      | Pilar                         | Beto és Daniela édesanyja                                 |
| Salim Rubiales           | Lucho                         | Autószerelő                                               |
| Sandra Eichler           | Mercedes Geller               | Joaquín felesége                                          |
| Scarlet Gruber           | Jenny                         | Táncos                                                    |
| Tomas Doval              | Enrique                       | Clara páciense                                            |
| Tony Feijoo              |                               | Orvos                                                     |
| Víctor Corona            | 'Satanás'                     | Bűnöző                                                    |
| Zuleyka Rivera           | Diana del Valle               | Üzletasszony                                              |

## Fordítás
- Ez a szócikk részben vagy egészben  az   Aurora (telenovela) című angol Wikipédia-szócikk fordításán alapul.  Az eredeti cikk szerkesztőit annak laptörténete sorolja fel. Ez a jelzés csupán a megfogalmazás eredetét és a szerzői jogokat jelzi, nem szolgál a cikkben szereplő információk forrásmegjelöléseként.